# I'll Never Fall in Love Again (album Dionne Warwick)
I'll Never Fall in Love Again è un album della cantante statunitense Dionne Warwick, pubblicato dall'etichetta discografica Scepter nel 1970.
L'album è prodotto da Burt Bacharach e Hal David, che firmano interamente 7 brani, mentre i 3 rimanenti sono altrettante cover.
Dal disco, anticipato l'anno precedente dal singolo omonimo, vengono successivamente tratti Let Me Go to Him e Paper Maché.

## Tracce

### Lato A
1. The Wine Is Young
2. I'll Never Fall in Love Again
3. Raindrops Keep Falling on My Head
4. Loneliness Remembers What Happiness Forgets
5. Something

### Lato B
1. Paper Maché
2. Knowing When to Leave
3. Let Me Go to Him
4. Didn't We
5. My Way